# Мухоловка малазійська
Мухоловка малазійська (Anthipes solitaris) — вид горобцеподібних птахів родини мухоловкових (Muscicapidae). Мешкає в Південно-Східній Азії.

## Підвиди
Виділяють три підвиди:
- A. s. submoniliger Hume, 1877 — північ Малайського півострова, південь В'єтнаму;
- A. s. malayana (Sharpe, 1888) — центр і південь Малайського півострова;
- A. s. solitaris (Müller, S, 1836) — Суматра.

## Поширення і екологія
Малазійські мухоловки мешкають в М'янмі, Таїланді, В'єтнамі, Камбоджі Малайзії і Індонезії. Вони живуть в гірських і рівнинних вологих тропічних лісах.